# Milford (hrabstwo Kosciusko)
Milford – miasto w Stanach Zjednoczonych, w stanie Indiana, w hrabstwie Kosciusko.